# Абай (Хромтауський район)
Аба́й (каз. Абай) — село у складі Хромтауського району Актюбінської області Казахстану. Адміністративний центр Абайського сільського округу.
У радянські часи село називалось Сухіновка.
Населення — 334 особи (2021; 351 у 2009, 713 у 1999, 695 у 1989).